# Tịnh Thới
Tịnh Thới là một xã thuộc thành phố Cao Lãnh, tỉnh Đồng Tháp, Việt Nam.

## Địa lý
Xã Tịnh Thới nằm ở phía đông nam thành phố Cao Lãnh, có vị trí địa lý:
- Phía đông giáp huyện Cao Lãnh
- Phía tây giáp Phường 6
- Phía nam giáp huyện Lấp Vò qua sông Tiền
- Phía bắc giáp Phường 3.

Xã Tịnh Thới có diện tích 15,91 km², dân số năm 2008 là 12.445 người, mật độ dân số đạt 780 người/km².

## Hành chính
Xã Tịnh Thới được chia thành 6 ấp: Tân Tịnh, Tịnh Châu, Tịnh Đông, Tịnh Hưng, Tịnh Long, Tịnh Mỹ.

## Lịch sử
Trước đây, xã Tịnh Thới thuộc huyện Cao Lãnh.
Ngày 16 tháng 2 năm 1987, Hội đồng Bộ trưởng ban hành Quyết định 36-HĐBT về việc tách xã Tịnh Thới của huyện Cao Lãnh sáp nhập vào thị xã Cao Lãnh quản lý.
Ngày 16 tháng 1 năm 2007, Chính phủ ban hành Nghị định 10/2007/NĐ-CP về việc thành lập thành phố Cao Lãnh thuộc tỉnh Đồng Tháp. Xã Tịnh Thới trực thuộc thành phố Cao Lãnh.